# Peter Jenniskens
Petrus Matheus Marie (Peter) Jenniskens (1962) è un astronomo olandese che si occupa in particolare di Meteoritica: lavora presso il Carl Sagan Center del SETI Institute e presso l'Ames Research Center della NASA.
Jenniskens è membro dell'Unione Astronomica Internazionale: nel suo ambito partecipa ai lavori della Divisione III, Scienze dei Sistemi Planetari nella Commissione 15, di cui è anche segretario, e nella Commissione 22; in quest'ultima è attivo in particolare quale presidente del gruppo di lavoro sulla denominazione degli sciami meteorici e del gruppo di lavoro Professionisti-Astrofili amatoriali.
Durante la sua carriera Jenniskens si è occupato di varie tematiche.

## Prime ricerche
Nel 1994 ha scoperto assieme a David F. Blake che un'insolita densa e viscosa forma di acqua liquida può essere una delle forme comuni di acqua sulle comete e sui satelliti ghiacciati e assieme a Xavier Désert ha condotto la prima ricerca sistematica delle bande interstellari diffuse.

## Ricerche sulle meteore e meteoriti
Jenniskens studiando le scie di polvere delle comete di lungo periodo che intersecano l'orbita della Terra ha predetto ed osservato l'outburst delle Alpha Monocerontidi e studiato la dinamica e l'evoluzione degli sciami meteorici.
Jenniskens ha identificato il corpo progenitore delle Quadrantidi nell'asteroide 196256 2003 EH1, ha identificato anche i corpi progenitori di altri sciami meteorici dimostrando che la frammentazione delle comete è all'origine di molti sciami meteorici.
Jenniskens ha fatto parte del team che ha recuperato frammenti della meteorite originata dall'impatto dell'asteroide 2008 TC3 con la Terra, impatto avvenuto il 7 ottobre 2008 nel Sudan Settentrionale.

## Studio di sciami meteorici tramite campagne aeree multistrumentali
Jenniskens è stato il responsabile della serie di quattro missioni Leonid MAC condotte dalla NASA tramite un aereo appositamente attrezzato che ha portato in volo nuovi strumenti e attrezzature tecniche per studiare le grandi piogge meteoriche delle Leonidi del 1998-2002. Queste missioni hanno contribuito a sviluppare modelli per la previsione di grandi piogge meteoriche, scoperto tracce di materia organica nelle scie
lasciate dalle meteore, indicazione importante dell'esistenza di precursori chimici della vita nelle meteore e nei corpi da dove esse si originano e scoperto nuove caratteristiche delle radiazioni elettromagnetiche emesse dalle meteore durante la loro traiettoria intratmosferica.
Successivamente ha partecipato alla campagna Aurigid MAC (Aurigid Multi-Instrument Aircraft Campaign) per lo studio dell'outburst delle Aurigidi del 1º settembre 2007, uno sciame meteorico originato dalla cometa a lungo periodo C/1911 N1 Kiess; sempre nel 2007 ha partecipato alla campagna di studi Ursid MAC 2007 sulle Ursidi e nel 2008 alla campagna di studi 2008 Quadrantids MAC sulle Quadrantidi.

## Rientri satellitari
Le ricerche di Jenniskens comprendono anche ricerche sulle meteore artificiali, ossia le meteore o bolidi generati dal rientro di parti di satelliti o razzi vettori. Jenniskens è stato il responsabile della NASA per le campagne di studi effettuate per poter realizzare la
capsule che avrebbero riportato a terra i campioni di polveri interplanetarie raccolti dalle missioni Genesis (8 settembre 2004), Stardust (15 gennaio 2006) e Hayabusa (giugno 2010). Le missioni aeree condotte da Jenniskens avevano come obiettivo la comprensione delle condizioni fisiche che avrebbe dovuto sopportare le capsule coi campioni durante le fasi di rientro attraverso l'atmosfera prima di essere recuperate.

## Riconoscimenti
In suo onore l'asteroide 1999 TY224 è stato chiamato 42981 Jenniskens.